# Harry Kermode
Harold Douglas Kermode, detto Harry (Nanaimo, 18 luglio 1922 – Vancouver, 19 agosto 2009), è stato un cestista canadese.

## Carriera
Con il Canada ha disputato i Giochi olimpici di Londra 1948.